# Lời hồi đáp 1997
Reply 1997 (응답 하라 1997) là một phim truyền hình Hàn Quốc. Bộ phim tập trung vào cuộc sống của sáu bạn bè ở Busan, di chuyển qua lại giữa quá khứ của họ là học sinh trung học 18 tuổi vào năm 1997 và hiện tại của họ là 33 tuổi tại buổi họp lớp vào năm 2012, nơi mà một cặp vợ chồng sẽ thông báo rằng họ sẽ làm đám cưới.
Bộ phim truyền hình cũng đề cập đến văn hóa fan hâm mộ cực đoan nổi lên trong những năm 1990 khi thế hệ đầu tiên của thần tượng nhóm nhạc như HOT và Sechs Kies ra mắt.
Bộ phim ban đầu được phát sóng trực tiếp trên kênh truyền hình cáp tvN dài 16 tập. Tuy nhiên, do được sự yêu mến của đông đảo khán giả, các tập phim 15 và 16 cũng đã được phát sóng đồng thời trên Mnet, OCN, O'live, Ongamenet và OnStyle. Tập cuối được đánh giá cao nhất cho một bộ phim truyền hình cáp Hàn Quốc, đạt rating kỉ lục trên sóng truyền hình cáp. Bộ phim đã thu hút được lời khen ngợi từ khán giả và các nhà phê bình.

## Diễn viên

### Diễn viên chính
- Jung Eun Ji vai Sung Si Won là một fan cuồng của H.O.T. Si Won luôn đứng cuối lớp. Cô nàng luôn mơ ước được làm vợ của "Tony oppa".Cô nàng khá ngang bướng nhưng đôi lúc rất tình cảm
- Seo In Guk vai Yoon Yoon Jae. Một chàng trai tài giỏi, luôn đứng đầu lớp, lạnh lùng và cục mịch. Yoon Jae mồ côi ba mẹ từ nhỏ nên luôn coi bố mẹ Siwon là bố mẹ ruột. Cậu lớn lên cùng với Siwon và đã yêu cô vào năm đầu tiên của cấp ba.
- Hoya vai Kang Jun Hee. Cậu là bạn thân của Yoon Jae và Siwon. Jun Hee hiền lành, ngọt ngào, nhảy đẹp nhưng lại thầm yêu người bạn thân của mình.
- Shin So Yul vai Mo Yoo-jung - người bạn thân nhất của Siwon. Cô rất dễ thay đổi, dù là thần tượng hay bạn trai. Nhưng cô đã gặp được Hak Chan là người thích cô thật lòng.
- Eun Ji Won vai Do Hak Chan- chàng trai mới chuyển từ Seoul về Busan. Là con trai của đại tá nhưng lại sưu tầm tranh ảnh người lớn và rất nhút nhát mỗi khi lại gần con gái.
- Lee Shi Un vai Bang Sung Jae. Một anh chàng nói nhiều và hay chọc phá bạn bè trong nhóm.
- Sung Dong Il vai Sung Dong Il. Ông là cha của Siwon, là bạn thân của cha Yoonjae. Ông là huấn luyện viên bóng chày và luôn nghiêm khắc với con, không muốn con đi theo thần tượng.
- Lee Il Hwa vai Lee Il Hwa. Là mẹ của Siwon, là bạn thân của mẹ Yoonjae.
- Song Jong Ho vai Yoon Tae Woong. Là anh trai của Yoon Jae, là người tài giỏi. Anh cũng là giáo viên tại trường cấp 3 nơi Yoon Jae theo học.
- Noh Ji-yeon vai Jang Dan-ji - Moon Hee-joon fangirl, bạn của Siwon.
- Jung Kyung-mi vai Kyung-mi / Eun Dokki - Sechs Kies fangirl, bạn của Siwon.
- Sun-ah vai Sun-ah / Eun Gak-ha - Sechs Kies fangirl, bạn của Siwon.

### Khách mời
- Tony Ahn vai chính mình (tập 1, 3, 6)
- Kim Gook jin vai chính mình (tập 1)
- Kim Ye-won vai Sung Song-joo (tập 3, 4, 9)
- Moon Hee-joon vai chính mình (tiếng nói) (tập 3)
- Siwan vai học viên ROTC, bạn chat của Siwon (tập 4)
- Lee Yoon Suk vai Lee Dong Gyu (tập 5)
- Kim Jong Min vai bác sĩ (tập 5)
- Shin Bong-sun vai chủ tịch Busan HOT fanclub (tập 6)
- Jung Joo-ri, Jung Myung-ok, Jung Joo Ri vai vị khách trong quán karaoke.
- Choo Min-ki vai Choo Shin-soo.
- Park Ji Yoon vai chị thứ sáu (tập 8) và chị thứ bảy (tập 10) của Jun Hee.
- Ryu Dam vai Lee Dae Ho (tập 8)
- Park Chorong vai Lee Il Hwa thời trẻ (mẹ của Siwon năm 1968) (tập 9)
- Yoon Bo Mi vai Moon Jung Mi thời trẻ (mẹ của Yoon Jae năm 1968) (tập 9)
- Son Jin Young vai Yoon Joon Hyuk (bố của Yoon Jae năm 1968) (tập 9)
- Yang Joon-hyuk vai Yoon Joon-hyuk, cha của Yoon-je (tập 9)
- Kim Ki Wook vai người bán điện thoại (tập 9)
- Yang Se Hyung vai chồng của Eun Dok Ki(tập 10)
- Yoon Hyung Bin vai chồng của Eun Gak Ha(tập 10)
- Ahn Young Mi vai chủ tịch Sechs Kies fanclub(tập 10)
- Kang Yoo Mi vai chủ tịch H.O.T. fanclub(tập 10)
- Shin Dong Yup vai MC tại 1998 Golden Disk Awards (tập 10)
- Lee Joo Yeon vai Lee Joo Yeon (vợ của Tae Woong) (tập 14,16)
- Lee Sol Ji vai Lee Sol Ji (MC) (tập 15)
- Go In Bum vai ông chú của Si Won (tập 15)
- G.NA vai Choi Jin Ah (người Yoon Jae đi xem mắt) (tập 15)
- Bae Da Hae vai đồng nghiệp của Si Won (tập 16)
- Lee Su-geun vai tài xế taxi (tập 16)

## Sản xuất
Director: Shin Won Ho
Screenwriter: Lee Woo Jung, Lee Sun Hye, Kim Ran Joo

## Tỉ suất người xem
| Tập | Ngày phát sóng | Tên tập phim                                  | Rating trung bình(%) | Rating cao nhất(%) |
| --- | -------------- | --------------------------------------------- | -------------------- | ------------------ |
| 01  | 24/07/2012     | Tuổi mười tám                                 | 1.2                  | 1.8                |
| 02  | 24/07/2012     | Ngày càng khác biệt                           | 1.2                  | 1.8                |
| 03  | 31/07/2012     | Những gì bạn thấy không phải thật             | 1.2                  | 1.7                |
| 04  | 31/07/2012     | Chơi đẹp                                      | 1.2                  | 1.7                |
| 05  | 07/08/2012     | Sự phản công của cuộc đời                     | 1.6                  | 2.1                |
| 06  | 07/08/2012     | Tình yêu khiến bạn làm những điều không tưởng | 1.6                  | 2.1                |
| 07  | 14/08/2012     | Tương lai hi vọng                             | 3.25                 | 4.56               |
| 08  | 14/08/2012     | D-Day                                         | 3.25                 | 4.56               |
| 09  | 21/08/2012     | Số phận                                       | 3.0                  | 3.8                |
| 10  | 21/08/2012     | Lý do mình thích cậu                          | 3.0                  | 3.8                |
| 11  | 28/08/2012     | Định nghĩa các mối quan hệ                    | 3.46                 | 4.43               |
| 12  | 28/08/2012     | Ý nghĩa của một bàn tay                       | 3.46                 | 4.43               |
| 13  | 04/09/2012     | Để sau đi, không, là bây giờ                  | 3.7                  | 4.7                |
| 14  | 04/09/2012     | Tình yêu là tiếng gọi con tim                 | 3.7                  | 4.7                |
| 15  | 11/09/2012     | Khi đang yêu                                  | 4.17                 | 5.52               |
| 16  | 18/09/2012     | Lý do tình đầu không thành                    | 7.55                 | 9.47               |

## Giải thưởng và đề cử
| Năm  | Giải thưởng                          | Hạng mục              | Đề cử                                     | Kết quả   | Ref           |
| ---- | ------------------------------------ | --------------------- | ----------------------------------------- | --------- | ------------- |
| 2012 | 5th Style Icon Awards                | Top 10 Style Icons    | Seo In-guk và Jung Eun-ji                 | Đoạt giải | [ 2 ] [ 3 ]   |
| 2012 | 5th Korea Drama Awards               | Best Couple Award     | Seo In-guk và Jung Eun-ji                 | Đoạt giải | [ 4 ] [ 5 ]   |
| 2012 | 14th Mnet Asian Music Awards         | Best OST              | "All For You" – Seo In-guk và Jung Eun-ji | Đoạt giải | [ 6 ] [ 7 ]   |
| 2012 | 1st K-Drama Star Awards              | Acting Award, Actress | Jung Eun-ji                               | Đề cử     |               |
| 2012 | 1st K-Drama Star Awards              | Rising Star Award     | Seo In-guk                                | Đoạt giải | [ 8 ]         |
| 2012 | 1st K-Drama Star Awards              | Rising Star Award     | Jung Eun-ji                               | Đoạt giải | [ 8 ]         |
| 2012 | 1st K-Drama Star Awards              | Best OST              | "All For You" – Seo In-guk và Jung Eun-ji | Đoạt giải | [ 8 ]         |
| 2012 | 1st K-Drama Star Awards              | Best Couple Award     | Seo In-guk và Jung Eun-ji                 | Đoạt giải | [ 8 ]         |
| 2012 | 4th Melon Music Awards               | Best OST              | "All For You" – Seo In-guk và Jung Eun-ji | Đoạt giải | [ 9 ] [ 10 ]  |
| 2013 | 7th Cable TV Broadcasting Awards     | Grand Prize (Daesang) | Reply 1997                                | Đoạt giải |               |
| 2013 | 49th Baeksang Arts Awards            | Best New Actor (TV)   | Seo In-guk                                | Đề cử     | [ 11 ]        |
| 2013 | 49th Baeksang Arts Awards            | Best New Actress (TV) | Jung Eun-ji                               | Đoạt giải | [ 12 ] [ 13 ] |
| 2013 | 49th Baeksang Arts Awards            | Best Screenplay (TV)  | Lee Woo-jung                              | Đề cử     | [ 14 ]        |
| 2013 | 8th Seoul International Drama Awards | Best Series Drama     | Reply 1997                                | Đề cử     | [ 15 ] [ 16 ] |
| 2016 | TvN 10 Awards                        | Made in tvN (Drama)   | Seo In-guk                                | Đoạt giải | [ 17 ]        |
| 2016 | TvN 10 Awards                        | Best Kiss             | Seo In-guk và Jung Eun-ji                 | Đoạt giải | [ 17 ]        |
| 2016 | TvN 10 Awards                        | Bonsang (Drama)       | Reply 1997                                | Đoạt giải | [ 17 ]        |

## Liên kết
- Trang chủ Lưu trữ ngày 15 tháng 12 năm 2013 tại Wayback Machine
- Reply 1997 trên Twitter (tiếng Hàn)
- Reply 1997 trên Facebook (tiếng Hàn)